# 蓝村西站
蓝村西站，是位于中国山东省胶州市李哥庄镇胶济铁路54km处的一座铁路编组车站。车站建成于1984年7月1日，曾用名为李哥庄站，1995年改称青岛西站，2018年9月1日改为现名。为双向二级五场混合编组一等站，属济南铁路局管辖。距离青岛站57km，济南站336km，是蓝烟铁路和胶济铁路的交汇点。
蓝村西站包含到发场、编发场、调车场和机车折返段，是胶济铁路和蓝烟铁路等的运输咽喉，主要办理整车货物发到业务, 不办理任何客运业务。和列车解体、编组和中转业务。另有57057/57059/57060次客车往返于青岛站和蓝村西站。